# Scleria dulungensis
Scleria dulungensis là loài thực vật có hoa trong họ Cói. Loài này được P.C.Li miêu tả khoa học đầu tiên năm 1990.